# Jamie O’Neal

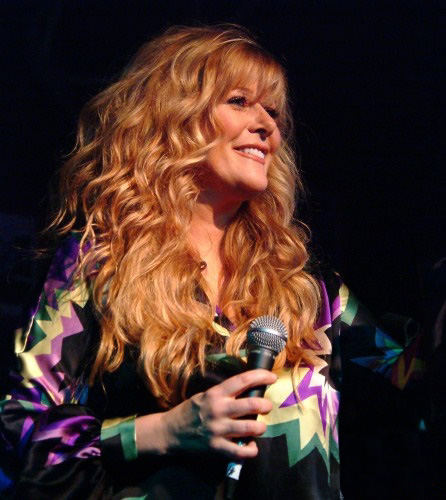
Jamie O’Neal (2006)

Jamie O’Neal (* 3. Juni 1966 in Sydney, New South Wales) ist eine australische Country-Sängerin und -Songschreiberin.

## Karriere
Jamie O’Neal wurde in Sydney geboren, wuchs aber in den US-Bundesstaaten Hawaii und Nevada auf. Erste Erfahrungen im Musikgeschäft sammelte sie als Backgroundsängerin auf Tour mit Kylie Minogue. Der Durchbruch gelang der Sängerin aber erst als sie nach Nashville, dem Mekka für Country-Musik, zog. Hier unterschrieb sie einen Plattenvertrag bei Mercury und veröffentlichte 2000 ihre erste Single There Is No Arizona, die O’Neal zu einem der weiblichen Shooting-Stars des Jahres 2001 machte. Auf Anhieb kletterte das Lied im Februar bis auf Platz eins der US-amerikanischen Country-Charts. Auch die zweite Single When I Think About Angels erreichte im August 2001 die Spitze der Charts. Beide Songs waren darüber hinaus in den Top 40 der Pop-Charts vertreten. Das erste Album von O’Neal erhielt 2001 eine Gold-Auszeichnung für über 500.000 verkaufte Einheiten. Zwei weitere Singles, Shiver und ein Duett mit Mark Wills, I’m Not Gonna Do Anything Without You, erreichten die Top 40 der Country-Charts.
Ebenfalls 2001 sang O’Neal eine Cover-Version des Eric-Carmen-Klassikers All by Myself für den Soundtrack zur Kinokomödie Bridget Jones – Schokolade zum Frühstück. Der Welterfolg des Films machte auch O’Neals Aufnahme sehr bekannt. Bei den Grammy Awards erhielt sie gleich drei Nominierungen. Außerdem wurde sie zwei Mal für den CMA Award nominiert, für das Video zu There Is No Arizona und als beste Newcomerin.
Den großen Anfangserfolg konnte O’Neal nicht wiederholen. Erst 2003 folgte mit Every Little Thing eine neue Single, die das zweite Album einläuten sollte. Der Song erreichte nur Platz 34 der Country-Charts. Mercury, unzufrieden mit dem Ergebnis, kündigte O’Neal den Vertrag und verzichtete auf die Veröffentlichung des geplanten Albums On My Way to You, das bereits als Promo an Radiostationen versendet worden war. Besser lief es 2004 mit Trying to Find Atlantis, immerhin ein Platz 18 in den Country-Charts. O’Neal stand mittlerweile bei Capitol unter Vertrag und 2005 erschien dort mit Brave ihr zweites Album, das teilweise Songs von On My Way to You enthielt. Mit der Single Somebody’s Hero konnte O’Neal für einige Monate an den Erfolg des Jahres 2001 anknüpfen, der Song erreichte Platz drei der Country-Charts.
Danach zeigte die Erfolgskurve endgültig nach unten. Singles wie I Love My Life (2005), God Don’t Make Mistakes (2007) und Like a Woman (2008) platzierten sich nur noch im Mittelfeld der Charts. Ein weiteres, geplantes Album wurde erneut nicht veröffentlicht. Erst 2014 erschien mit Eternal ein neues Album von O’Neal. Darauf sind bis auf die humorvolle Single Wide Awake nur Coverversionen bekannter Country- und Pop-Klassiker enthalten. Golden Ring ist ein Duett mit Andy Griggs. Mit Griggs und Ty Herndon entstand ein Jahr später auch die Single Story of my Life. 2020 folgte ihr viertes Album Sometimes.
O’Neals schreibt gelegentlich auch für andere Künstler. So nahm LeAnn Rimes bereits 1998 den Titel Surrender auf. 2000 folgte Tammy Cochran mit dem Lied So What, das die Country-Charts erreichte. 2004 hatte Martina McBride einen Hit mit einer O’Neal-Komposition: So Far erreichte Platz 16 der Country- und Platz 68 der Pop-Charts. Reba McEntire übernahm Pink Guitar für ihr 2009er Album Keep on Loving You.
O’Neal ist mit dem Country-Musiker und Toningenieur Rodney Good verheiratet. Sie haben eine Tochter namens Aliyah (* 2003), die ebenfalls singt und ihren Eltern auf die Bühne folgte.

## Diskografie

### Studioalben
| Jahr | Titel  | Höchstplatzierung, Gesamtwochen, AuszeichnungChartplatzierungen (Jahr, Titel, Platzierungen, Wochen, Auszeichnungen, Anmerkungen) | Höchstplatzierung, Gesamtwochen, AuszeichnungChartplatzierungen (Jahr, Titel, Platzierungen, Wochen, Auszeichnungen, Anmerkungen) | Anmerkungen |
| Jahr | Titel  | US | Country | Anmerkungen |
| ---- | ------ | --- | --- | ----------- |
| 2000 | Shiver | US125 Gold · (24 Wo.)US | Country14 (91 Wo.)Country | Mercury     |
| 2005 | Brave  | US40 (4 Wo.)US | Country6 (45 Wo.)Country | Capitol     |

Weitere Studioalben
- 2014: Eternal (Shanachie)
- 2020: Sometimes (JOG Inc./Audium Nashville)

### Singles
| Jahr | Titel Album                      | Höchstplatzierung, Gesamtwochen, AuszeichnungChartplatzierungen (Jahr, Titel, Album, Platzierungen, Wochen, Auszeichnungen, Anmerkungen) | Höchstplatzierung, Gesamtwochen, AuszeichnungChartplatzierungen (Jahr, Titel, Album, Platzierungen, Wochen, Auszeichnungen, Anmerkungen) | Anmerkungen |
| Jahr | Titel Album                      | US | Country | Anmerkungen |
| ---- | -------------------------------- | --- | --- | ----------- |
| 2000 | There Is No Arizona Shiver       | US40 (20 Wo.)US | Country1 (35 Wo.)Country |             |
| 2001 | When I Think About Angels Shiver | US35 (20 Wo.)US | Country1 (29 Wo.)Country |             |
| 2001 | Shiver                           | — | Country21 (20 Wo.)Country |             |
| 2002 | Frantic Shiver                   | — | Country41 (11 Wo.)Country |             |
| 2003 | Every Little Thing –             | — | Country34 (16 Wo.)Country |             |
| 2004 | Trying to Find Atlantis Brave    | US86 (4 Wo.)US | Country18 (24 Wo.)Country |             |
| 2005 | Somebody’s Hero Brave            | US51 (17 Wo.)US | Country3 (31 Wo.)Country |             |
| 2005 | I Love My Life Brave             | — | Country26 (22 Wo.)Country |             |
| 2007 | God Don’t Make Mistakes –        | — | Country47 (11 Wo.)Country |             |
| 2008 | Like a Woman –                   | — | Country43 (19 Wo.)Country |             |

Weitere Singles
- 2009: Soldier Comin’ Home
- 2014: Wide Awake
- 2020: Wreck Me

### Gastbeiträge
| Jahr | Titel Album                                               | Höchstplatzierung, Gesamtwochen, AuszeichnungChartplatzierungen (Jahr, Titel, Album, Platzierungen, Wochen, Auszeichnungen, Anmerkungen) | Höchstplatzierung, Gesamtwochen, AuszeichnungChartplatzierungen (Jahr, Titel, Album, Platzierungen, Wochen, Auszeichnungen, Anmerkungen) | Anmerkungen     |
| Jahr | Titel Album                                               | US | Country | Anmerkungen     |
| ---- | --------------------------------------------------------- | --- | --- | --------------- |
| 2001 | America the Beautiful –                                   | — | Country58 (6 Wo.)Country | Various Artists |
| 2002 | I’m Not Gonna Do Anything Without You Loving Every Minute | — | Country31 (20 Wo.)Country | mit Mark Wills  |